# A Marshall-szigetek a 2011-es úszó-világbajnokságon
A Marshall-szigetek a 2011-es úszó-világbajnokságon három úszóval vett részt.

## Úszás
Férfi
| Versenyző          | Esemény                      | Selejtező | Selejtező | Elődöntő          | Elődöntő          | Döntő             | Döntő             |
| Versenyző          | Esemény                      | Idő       | Helyezés  | Idő               | Helyezés          | Idő               | Helyezés          |
| ------------------ | ---------------------------- | --------- | --------- | ----------------- | ----------------- | ----------------- | ----------------- |
| Giordan Harris     | Férfi 50 méteres gyorsúszás  | 27.71     | 90        | Nem jutott tovább | Nem jutott tovább | Nem jutott tovább | Nem jutott tovább |
| Giordan Harris     | Férfi 100 méteres gyorsúszás | 1:02.53   | 95        | Nem jutott tovább | Nem jutott tovább | Nem jutott tovább | Nem jutott tovább |
| Daniel Langinbelik | Férfi 50 méteres gyorsúszás  | 31.73     | 109       | Nem jutott tovább | Nem jutott tovább | Nem jutott tovább | Nem jutott tovább |
| Daniel Langinbelik | Férfi 100 méteres gyorsúszás | 1:12.52   | 103       | Nem jutott tovább | Nem jutott tovább | Nem jutott tovább | Nem jutott tovább |

Női
| Versenyző        | Esemény                      | Selejtező | Selejtező | Elődöntő          | Elődöntő          | Döntő             | Döntő             |
| Versenyző        | Esemény                      | Idő       | Helyezés  | Idő               | Helyezés          | Idő               | Helyezés          |
| ---------------- | ---------------------------- | --------- | --------- | ----------------- | ----------------- | ----------------- | ----------------- |
| Ann-Marie Hepler | Női 50 méteres gyorsúszás    | 28.43     | 53        | Nem jutott tovább | Nem jutott tovább | Nem jutott tovább | Nem jutott tovább |
| Ann-Marie Hepler | Női 50 méteres pillangóúszás | 30.69     | 39        | Nem jutott tovább | Nem jutott tovább | Nem jutott tovább | Nem jutott tovább |